# Adolf Froelich

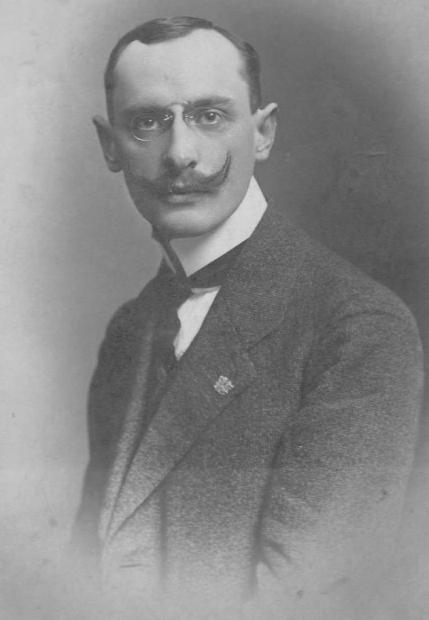
Adolf Froelich i Freising (1912)

Adolf Froelich, född 24 december 1887, död november 1943 i Warszawa, var en polsk uppfinnare, tandläkare samt deltagare i det polsk-sovjetiska kriget.
Adolf Froelich studerade ölteknologi vid Münchens tekniska universitet i Freising. Senare studerade han till tandläkare, sin tandläkarlegitimation erhöll han 1918.
År 1933 uppfann Adolf Froelich dubbelpropellern. 
Han deltog i det polsk-sovjetiska kriget som löjtnant samt tjänstgjort som tandläkare.